# چمبرز ۳۰۳۵
سیارک ۳۰۳۵ (به انگلیسی: 3035 Chambers، نامگذاری:A924EJ) سه هزار و سی و پنجمین سیارک کشف شده‌است که در ۷ مارس ۱۹۲۴ و در هایدلبرگ کشف شد.
قدر مطلق سیارک برابر ۱۲٫۴۰ است.